# 庫捷洛山
41°46′36.7″N 23°24′00.1″E / 41.776861°N 23.400028°E

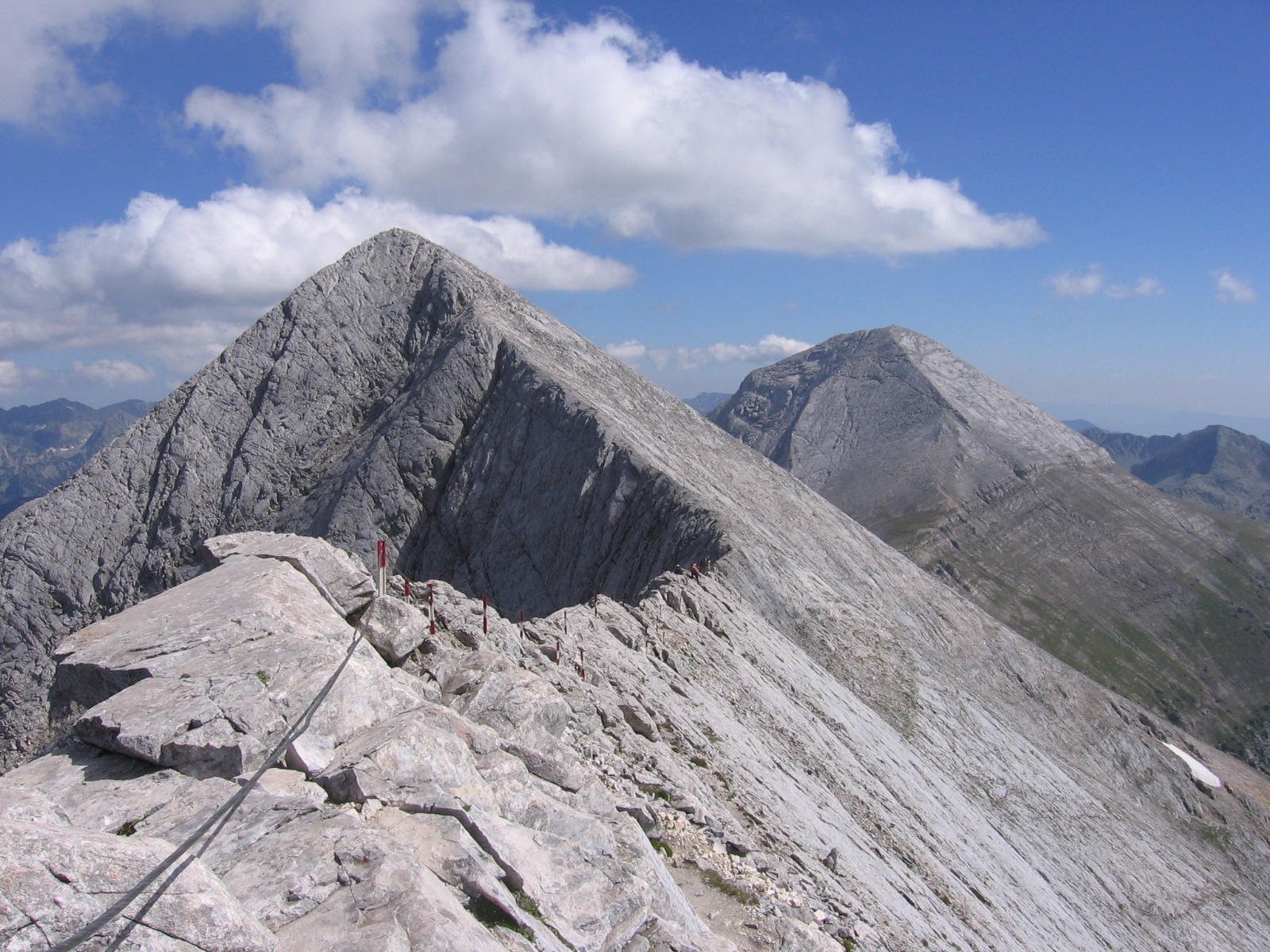

庫捷洛山是保加利亞的山峰，位於該國西南部，處於布拉戈耶夫格勒州，屬於皮林山脈的一部分，海拔高度2,908米，該山峰有高山火絨草生長。